# Quebec
Quebec (fr. Québec; wym. fr.: [keˈbɛk]; wym. ang.: [kwɨˈbɛk] lub [kɨˈbɛk]) – prowincja we wschodniej Kanadzie, największa pod względem powierzchni (1 542 056 km², niemal 1/6 kraju), a druga, po Ontario, pod względem liczby ludności (w 2023 roku – 8 948 540). Zasadnicza część prowincji znajduje się na półwyspie Labrador oraz na obszarze wzdłuż dolnego biegu Rzeki Świętego Wawrzyńca. Stolicą prowincji jest miasto Quebec, a największym miastem – Montreal.
Zasiedlony przez Francuzów w XVII wieku (część Nowej Francji), Quebec przeszedł w posiadanie brytyjskie na mocy pokoju paryskiego w 1763 roku. W 1867 roku Quebec został jedną z czterech prowincji założycielskich Kanady. Do dziś dla zdecydowanej większości mieszkańców językiem ojczystym jest francuski, który ma w prowincji status jedynego języka urzędowego.
Na zachodzie prowincja graniczy z Ontario, na północy przez Zatokę Hudsona z terytorium Nunavut, na wschodzie z kontynentalną częścią Nowej Fundlandii i Labradoru (regionem Labrador) oraz z Nowym Brunszwikiem. Od południa graniczy ze Stanami Zjednoczonymi (stanami Nowy Jork, New Hampshire, Vermont i Maine).

## Geografia

Mapa prowincji

### Ukształtowanie powierzchni
90% powierzchni prowincji leży na Tarczy Kanadyjskiej. Te polodowcowe, surowe, mocno pofałdowane, kamieniste, poprzecinane tysiącami strumieni i urozmaicone jeziorami tereny są bardzo słabo zaludnione. Oddzielną krainę geograficzną stanowi dolina Zatoki Hudsona – nizinny i bagnisty pas ziemi otaczający zatokę, mierzący od 50 do 150 km szerokości.
Niemal cała ludność Quebecu skupiona jest na żyznej Nizinie Laurentyńskiej, rozciągającej się wzdłuż Rzeki Świętego Wawrzyńca. Szeroka i wolno płynąca rzeka na długich odcinkach wyżłobiła głęboki wąwóz. Jedynym urozmaiceniem doliny jest pasmo Gór Laurentyńskich. Wschodnia część prowincji – półwysep Gaspésie – jest północnym krańcem Appalachów.

### Wody śródlądowe
Quebec jest prowincją bardzo bogatą w wody śródlądowe. Obok olbrzymiej Rzeki Świętego Wawrzyńca przez Quebec przepływają tysiące rzek i strumieni, tworzących zlewiska Zatoki Św. Wawrzyńca, Morza Labradorskiego oraz Zatoki Hudsona. Na terenie prowincji znajdują się również tysiące większych i mniejszych jezior, a także sztucznych zbiorników wodnych, powstałych przez spiętrzanie wód w celach energetycznych. Do największych zaliczyć można:
- Mistassini – wys. 372 m n.p.m., pow. 2335 km²,
- Manicouagan – wys. 360 m n.p.m., pow. 1942 km²,
- zbiornik Gouin – wys. 404 m n.p.m., pow. 1570 km²,
- Lac à l’Eau Claire – wys. 241 m n.p.m., pow. 1383 km²,
- Lac Bienville – wys. 426 m n.p.m., pow. 1249 km²,
- Lac Saint-Jean – wys. 98 m n.p.m., pow. 1003 km²,
- zbiornik Pipmuacan – wys. 396 m n.p.m., pow. 978 km²,
- Minto – wys. 168 m n.p.m., pow. 761 km²,
- zbiornik Cabonga – wys. 361 m n.p.m., pow. 677 km².

### Klimat
W południowej części Quebecu równoważą się wpływy klimatu atlantyckiego i kontynentalnego. Występują cztery pory roku: surowa i śnieżna zima, łagodna i krótka wiosna, upalne lato i „złota” jesień. W Montrealu średnia dzienna temperatura maksymalna w lipcu wynosi 22 °C .W północnej części prowincji panuje klimat subpolarny z temperaturami zimowymi osiągającymi –30 °C, a niekiedy nawet –50 °C

### Zasoby naturalne
Woda, której spad wykorzystuje się w energetyce wodnej, jest największym naturalnym bogactwem Quebecu. Istotnym bogactwem prowincji są jej zasoby leśne, które pozwoliły na rozwój przemysłu drzewnego. W północnej części prowincji znajdują się także bogate złoża minerałów i metali, takich jak złoto, platyna, miedź, nikiel, niob, ruda żelaza i azbest.

### Miejscowości
Największe miejscowości pod względem liczby ludności (w granicach administracyjnych) w 2021 roku:

- Montreal (Montréal, 1 762 949)
- Quebec (Québec, 549 459)
- Laval (438 366)
- Gatineau (291 041)
- Longueuil (254 483)
- Sherbrooke (172 950)
- Lévis (149 683)
- Saguenay (144 723)
- Trois-Rivières (139 163)
- Terrebonne (119 944)
- Saint-Jean-sur-Richelieu (97 873)
- Brossard (91 525)
- Repentigny (86 100)
- Saint-Jérôme (80 213)
- Drummondville (79 258)
- Granby (69 025)
- Mirabel (61 108)
- Blainville (59 819)
- Saint-Hyacinthe (57 239)
- Mascouche (51 183)
- Châteauguay (50 815)
- Shawinigan (49 620)
- Rimouski (48 935)
- Dollard-Des Ormeaux (48 403)
- Victoriaville (47 760)
- Saint-Eustache (45 276)
- Vaudreuil-Dorion (43 268)
- Salaberry-de-Valleyfield (42 787)
- Rouyn-Noranda (42 313)
- Boucherville (41 743)
- Sorel-Tracy (35 165)
- Côte-Saint-Luc (34 504)
- Pointe-Claire (33 488)
- Saint-Georges (32 935)
- Val-d'Or (32 752)
- Chambly (31 444)
- Alma (30 331)
- Sainte-Julie (30 045)
- Saint-Constant (29 954)
- Magog (28 312)
- Boisbriand (28 308)
- Sainte-Thérèse (26 533)
- La Prairie (26 406)
- Saint-Bruno-de-Montarville (26 273)
- Thetford Mines (26 072)
- Sept-Îles (24 569)
- Beloeil (24 104)
- Saint-Lin–Laurentides (24 030)
- L’Assomption (23 442)
- Candiac (22 997)
- Saint-Lambert (22 761)
- Saint-Lazare (22 354)
- Joliette (21 384)
- Varennes (21 198)
- Mont-Royal (20 953)
- Baie-Comeau (20 687)
- Rivière-du-Loup (20 118)
- Saint-Augustin-de-Desmaures (19 907)
- Sainte-Marthe-sur-le-Lac (19 797)
- Westmount (19 658)
- Kirkland (19 413)
- Dorval (19 302)
- Beaconsfield (19 277)
- Mont-Saint-Hilaire (18 859)
- Sainte-Sophie(inne języki) (18 080)
- Deux-Montagnes (17 915)
- Saint-Colomban (17 740)
- Sainte-Catherine (17 347)
- Saint-Basile-le-Grand (17 053)
- L’Ancienne-Lorette (16 970)
- Saint-Charles-Borromée(inne języki) (15 285)
- Cowansville (15 234)
- Sainte-Anne-des-Plaines (15 221)
- Gaspé (15 063)

Największe skupiska ludności (ang. population centres, fr. centres de population) w 2021 roku (w nawiasach liczba ludności):

- Montreal (3 675 219)
- Quebec (733 156)
- Ottawa–Gatineau[c] (271 569)
- Sherbrooke (151 157)
- Trois-Rivières (128 057)
- Chicoutimi–Jonquière (103 934)
- Saint-Jérôme (100 859)
- Saint-Jean-sur-Richelieu (88 083)
- Châteauguay (75 891)
- Drummondville (72 089)
- Granby (62 624)
- Beloeil (52 959)
- Saint-Hyacinthe (50 616)
- Joliette (49 246)
- Victoriaville (46 322)
- Salaberry-de-Valleyfield (41 655)
- Shawinigan (38 930)
- Rimouski (38 708)
- Sorel (36 650)
- Saint-Georges (27 402)
- Val-d'Or (25 473)
- Hudson (24 245)
- Rouyn-Noranda (23 186)
- Magog (22 222)
- Sept-Îles (21 352)
- Varennes (20 591)
- Alma (20 274)

## Podział administracyjny

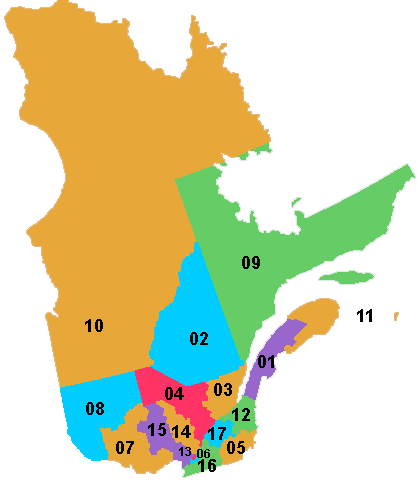
17 regionów administracyjnych Quebecu. Oznaczenia numeracji w tekście

Québec podzielony jest na 17 regionów administracyjnych. Regiony charakteryzują się sporymi różnicami w obszarze. Zazwyczaj w najmniejszych regionach gęstość zaludnienia jest największa.
| - 01 Bas-Saint-Laurent - 02 Saguenay–Lac-Saint-Jean - 03 Capitale-Nationale - 04 Mauricie - 05 Estrie - 06 Montréal - 07 Outaouais - 08 Abitibi-Témiscamingue - 09 Côte-Nord | - 10 Nord-du-Québec - 11 Gaspésie–Îles-de-la-Madeleine - 12 Chaudière-Appalaches - 13 Laval - 14 Lanaudière - 15 Laurentides - 16 Montérégie - 17 Centre-du-Québec |

## Język
Francuskojęzyczna większość, mniej niż 33% anglojęzycznych
     Francuskojęzyczna większość, ponad 33% anglojęzycznych
     Anglojęzyczna większość, mniej niż 33% francuskojęzycznych
     Anglojęzyczna większość, ponad 33% francuskojęzycznych
     Języki miejscowe
     Brak danych

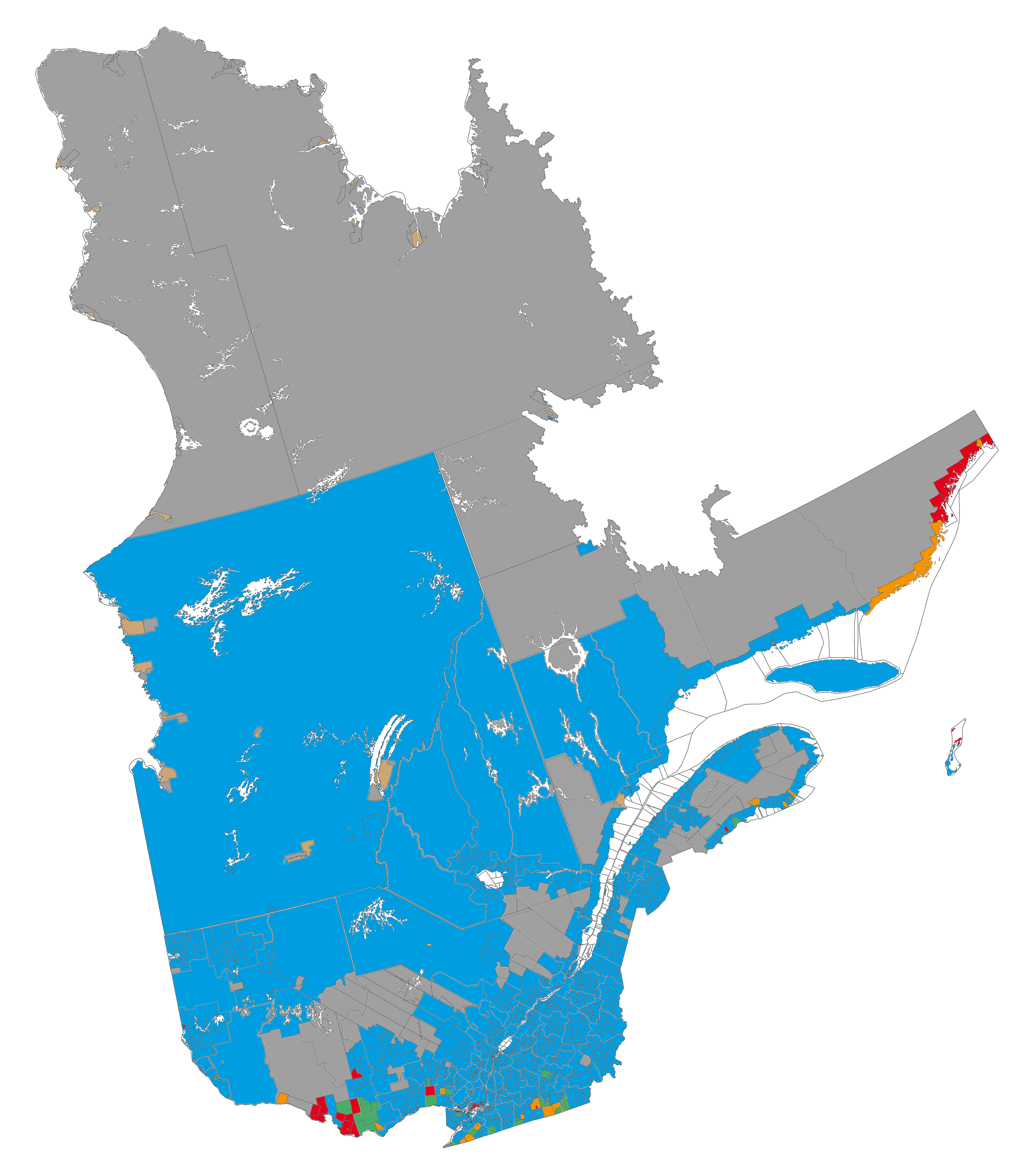
Mapa językowa Quebecu (spis powszechny 2006)
Francuskojęzyczna większość, mniej niż 33% anglojęzycznych
Francuskojęzyczna większość, ponad 33% anglojęzycznych
Anglojęzyczna większość, mniej niż 33% francuskojęzycznych
Anglojęzyczna większość, ponad 33% francuskojęzycznych
Języki miejscowe
Brak danych

Dla większości mieszkańców pierwszym językiem jest francuski. Wielu mieszkańców Quebecu nie zna angielskiego w ogóle lub posługuje się nim bardzo słabo. Język francuski jest jedynym językiem urzędowym w prowincji – zgodnie z Ustawą nr 101 (Loi 101). Rząd byłej premier Pauline Marois z ramienia Partii Quebeckiej (2012–2014) dążył do dalszego umocnienia roli języka francuskiego w prowincji, co spotykało się z protestami ludności anglofońskiej.

## Gospodarka
Quebec ma prężnie rozwijającą się gospodarkę, która rocznie generuje ponad 240 miliardów dolarów i obok tradycyjnych sektorów obejmuje także przemysł wysokich technologii:
- przemysł lotniczy i kosmiczny – w Quebecu znajdują się liczne ośrodki rodzimego przemysłu związanego z technologiami lotniczymi i kosmicznymi (m.in. zakłady firmy Bombardier Aerospace). Wiele międzynarodowych korporacji również otwiera tu zarówno swoje biura badawczo-konstrukcyjne, jak i wytwórnie – należą do nich m.in. Pratt & Whitney Canada, Rolls-Royce, Lockheed Martin Canada, Bell Helicopter Textron. Przemysł generuje 10,5 miliarda dolarów, a zatrudnia 391 tys. pracowników.
- rolnictwo i przetwórstwo – wytwarza 6,8% produktu krajowego i zatrudnia ponad 400 tys. pracowników. 46% produkcji rolnej i spożywczej jest eksportowane, głównie do Stanów Zjednoczonych, Japonii i Unii Europejskiej.
- przemysł farmaceutyczny(inne języki) – przemysł najwyższej technologii, rocznie przeznaczający ponad 420 milionów dolarów na badania naukowe. Tworzy go 168 przedsiębiorstw i instytucji badawczych, zatrudniających łącznie 15 600 pracowników.
- biotechnologia – 175 instytucji, zatrudniających 3000 pracowników. Należy do nich największy w świecie instytut badawczy w dziedzinie technologii biologicznych L’Institut de recherche en biotechnologie (IRB) – The Biotechnology Research Institute (BRI). Przemysł ten łącznie przeznacza 337 milionów dolarów na badania i rozwój.
- przemysł drzewny – generuje 18,9 miliarda dolarów (w tym 11,3 mld eksport), zatrudniając ponad 83 tysiące pracowników.
- przemysł informatyczny i telekomunikacyjny – ponad 5 tysięcy firm zatrudnia łącznie 100 tysięcy pracowników, generuje 31 miliardów dolarów i rozwija się w tempie 9% rocznie.
- energetyka – Quebec jest liderem nie tylko w produkcji energii elektrycznej, ale i w wykorzystaniu czystych technologii do jej produkcji. Wielki udział w produkcji prądu ma energetyka wodna.
- przemysł metalurgiczny

### Turystyka

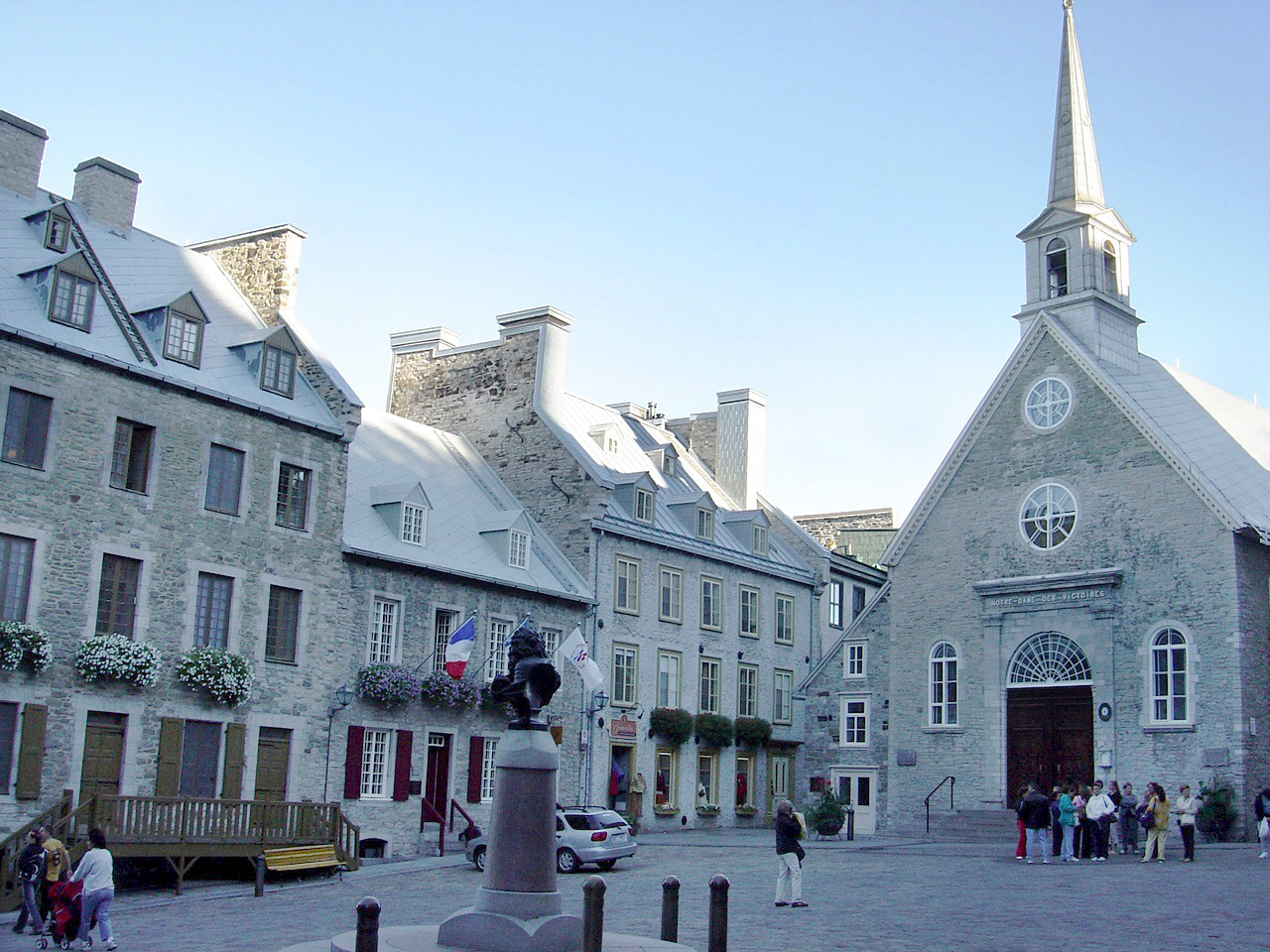
Miasto Quebec

Turystyka to jeden z najbardziej dochodowych i tym samym ważniejszych sektorów gospodarki w Quebecu. W 2005 roku w branży turystycznej zatrudnionych było 133 271 osób,
Szacuje się, że w 2005 Quebec odwiedziło 28,3 miliony turystów, z tej liczby 75,7% pochodziło z Quebecu, 13% z pozostałych prowincji Kanady, 7,6% ze Stanów Zjednoczonych i 3,7% z innych krajów. Rocznie turyści pozostawiają więcej niż 7,5 miliarda dolarów w różnych sektorach przemysłu turystycznego.
 

## Religia
| Religia | %     |
| --- | ----- |
| Chrześcijanie (łącznie) | 82,2% |
| Katolicy 1 | 74,7% |
| Protestanci | 4,0%  |
| Prawosławni | 1,7%  |
| Inni chrześcijanie ² | 1,8%  |
| Muzułmanie | 3,1%  |
| Żydzi | 1,1%  |
| Pozostali | 1,5%  |
| Brak przynależności religijnej | 12,1% |
| Źródło: Biuro statystyczne Kanady, 2011.                                                                                                 |       |
| 1 Włączając Kościół rzymskokatolicki, Kościół polskokatolicki i Kościół starokatolicki. 2 1,4% bliżej nieokreśleni + 0,4% inne wyznania. |       |

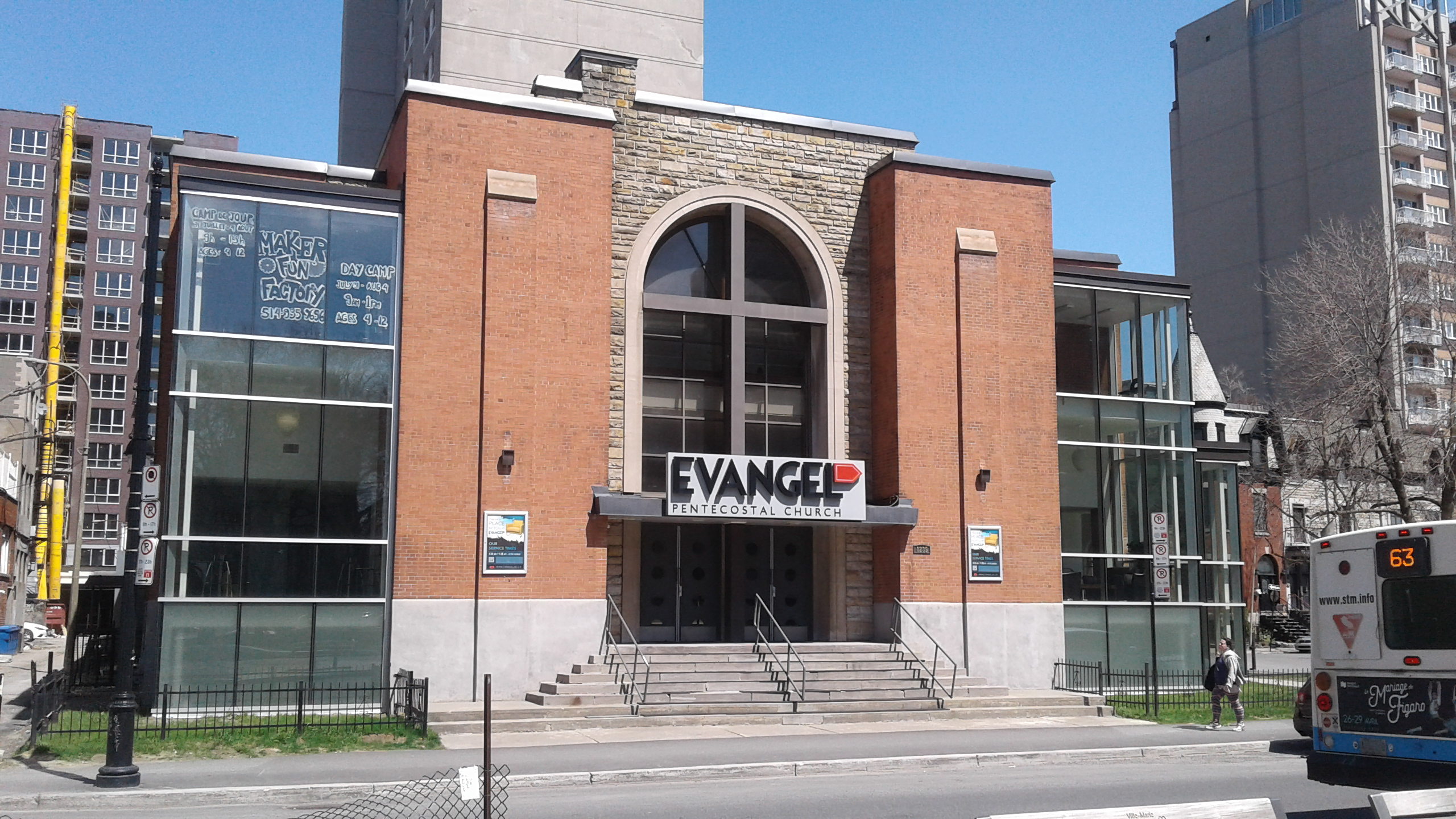
Kościół zielonoświątkowy w centrum Montrealu.

Kościół katolicki był przez wiele lat ostoją kultury francuskiej i języka francuskiego, o mieszkańcach Quebecu mówiono, że są „naturaliter catholicae”, tzn. „z natury katoliccy”. W latach trzydziestych XX wieku w Quebecu zaczęły zachodzić gwałtowne zmiany społeczno-ekonomiczne. Narodowo-katolicki rząd wspierał Kościół, finansował religię w szkołach, strzegł cenzury w sprawach religijnych, jednocześnie kraj ulegał industrializacji i urbanizacji, zaczął zmieniać się model rodziny: z wielodzietnej, utrzymującej się z rolnictwa, na nowoczesną. Tzw. „spokojna rewolucja” nastąpiła tam w latach 60. XX wieku. Gdy Quebec osiągnął wysoki poziom rozwoju gospodarczego i skolaryzacji, kościoły zaczęły się wyludniać; w latach 80. lewicowa, separatystyczna Partia Quebecu zaczęła odbierać Kościołowi przywileje. Od 2008 roku religia nie jest już nauczana w tamtejszych szkołach państwowych; religię katolicką zastąpiło religioznawstwo.
 

## Struktura polityczna

### Gubernator porucznik
Gubernator porucznik jest przedstawicielem monarchy (głowy państwa) w prowincji. Mianuje go Gubernator Generalny na wniosek premiera Kanady złożony zwyczajowo w uzgodnieniu z premierem prowincji. Gubernator posiada szerokie uprawnienia, z których korzysta co do zasady za radą premiera prowincji. W sytuacji kryzysu konstytucyjnego Gubernator ma prawo samodzielnie podjąć wszelkie decyzje niezbędne dla przywrócenia stabilności rządu.

### Premier
Premier Quebecu jest szefem rządu prowincji. Posiada bardzo szerokie uprawnienia, pozwalające prowadzić skuteczne rządy, jeśli tylko ma zapewnione poparcie w parlamencie. Premierem zostaje lider partii zdobywającej większość w parlamencie. Jeśli z jakichś powodów w czasie trwania kadencji parlamentu przewodniczący rządzącej partii zostaje zmieniony, następuje automatyczna zmiana na stanowisku premiera prowincji.

### Parlament
Parlament Quebecu Assemblée nationale du Québec (Zgromadzenie Narodowe Quebecu) liczy obecnie 125 deputowanych (les députés). Wybierani są oni w 125 jednomandatowych okręgach wyborczych. Partia, która zdobędzie większość w parlamencie, tworzy rząd prowincjonalny, a jej przewodniczący zostaje premierem prowincji. Druga co do liczebności partia w parlamencie otrzymuje status oficjalnej opozycji. W obecnej 55. kadencji parlamentu najwięcej, bo 54 miejsca w parlamencie zdobyła Partia Quebecka, 50 miejsc przyznano Liberalnej Partii Quebecu, 19 miejsc zdobyła Koalicja Przyszłość Quebecu, a dwa miejsca przypadły partii Solidarny Quebec.
Przedterminowe wybory w dniu 7 kwietnia 2014 przyniosły zdecydowane zwycięstwo Liberalnej Partii Quebecu, która utworzyła rząd większościowy, zaprzysiężony 23 kwietnia 2014. Na czele rządu stanął szef Liberalnej Partii Quebecu Philippe Couillard, wicepremierem i ministrem bezpieczeństwa publicznego została Lise Thériault.

### Niepodległość
Partia Quebecka, zgodnie ze swoją misją, doprowadziła do przeprowadzenia referendum na temat odłączenia się prowincji od Kanady w 1980 roku, w którym 60% głosujących opowiedziało się przeciw suwerenności. Pomimo tej przegranej, partia wygrała wybory rok później i rządziła do następnych wyborów (1985), w których większość zdobyła Partia Liberalna pod przewodnictwem Roberta Bourassy. Partia Quebecka pod kierownictwem Jacques’a Parizeau ponownie wygrała wybory w 1994 roku i wezwała do przeprowadzenia kolejnego referendum, które odbyło się rok później. Referendum zostało przegrane przez separatystów marginesem mniej niż jednego procenta. Parizeau wynik ten skomentował w swej słynnej wypowiedzi, jakoby spowodowany był „przez kapitał i głosy etniczne”. Po przegranym referendum Parizeau podał się do dymisji.
Referendum w roku 1995 różniło się od pierwszego. Pierwsze z nich na celu miało zdecydować o tym, czy Quebec będzie w stosunku do reszty Kanady niezależnym stanem, ale dwie mające powstać w wyniku tego referendum części nadal miała łączyć silna więź przemysłowo-gospodarcza i polityczna. Drugie referendum proponowało całkowite oddzielenie Quebecu.
Po przejęciu władzy w prowincji w 2012 roku przez Partię Quebecką walka polityczna o uzyskanie przez Quebec suwerenności znów stanęła na porządku dziennym. Premier Prowincji Pauline Marois stanęła w kwietniu 2013 na czele nowej kampanii propagującej suwerenność prowincji. Za suwerennością opowiada się także partia Solidarny Quebec.
Przedterminowe wybory powszechne w dniu 7 kwietnia 2014 odsunęły od władzy Pauline Marois i Partię Quebecką i tym samym nastąpiło przesunięcie priorytetów z kwestii niepodległości Prowincji na zagadnienia ekonomiczne i zmniejszenie bezrobocia.